# Tobi (película)
Tobi es una película española de comedia estrenada en 1978, coescrita y dirigida por Antonio Mercero y protagonizada por el niño Lolo García.

## Sinopsis
Tobi es un encantador niño rubio de ojos azules que lleva una vida feliz y normal hasta que un día, de manera incomprensible, le aparecen unas alas en la espalda que le dan un aspecto de ángel. La investigación médica llevada a cabo no da ningún resultado. El padre es partidario de que operen al niño para que le desaparezcan las alas y vuelva a ser un niño como los demás.

## Reparto
- Lolo García como Tobi López
- María Casanova como María
- Francisco Vidal como Jacinto
- Silvia Tortosa como Marga
- José Lifante como	Compañero de Marga
- Andrés Mejuto como Profesor Burman
- Norma Aleandro como Profesora
- Antonio Ferrandis como Doctor Juldain
- Walter Vidarte como Enfermero
- Willy Rubio
- Manuela Camacho como Luci
- Lorenzo Ramírez como Borracho
- José Yepes como Fotógrafo
- Chiro Bermejo
- Ángeles Macua
- Pepe Ruiz como Hombre en el almacén
- Francisco Nieto
- Fabián Conde como	Adolfo
- Alfonso Castizo
- Joaquín Prat como Él mismo
- Manuel Martín Ferrand como Él mismo